# Beppo Levi
Beppo Levi (Turim, 14 de maio de 1875 — Rosário, 18 de agosto de 1961) foi um matemático italiano.
Publicou livros de matemática e também de física, história, filosofia e pedagogia. Foi membro da Academia de Ciências de Bolonha e da Accademia Nazionale dei Lincei.

## Vida
Beppo Levi nasceu em Turim, Itália, em 14 de maio de 1875. Estudou na Universidade de Turim, obtendo o doutorado em matemática aos 21 anos de idade.Três meses depois foi professor assistente na Universidade de Turim, onde depois de pouco tempo tornou-se professor efetivo. Foi professor da Universidade de Piacenza em 1901, da Universidade de Cagliari em 1906, da Universidade de Parma em 1910 e finalmente da Universidade de Bolonha em 1928. Nos anos seguintes o antissemitismo de Benito Mussolini determinou os destinos da Itália. Levi, por ser judeu, foi logo demitido da Universidade de Bolonha, indo fixar-se na Argentina, sendo então auxiliado pelo Council for Assisting Refugee Academics.

## Argentina
A decisão pela Argentina foi uma resposta a um convite do engenheiro Cortés Plá, decano da Facultad de Ciencias Matemáticas, Físico-Químicas y Naturales Aplicadas a la Industria da Universidade Nacional do Litoral (atualmente Facultad de Ciencias Exactas, Ingeniería y Agrimensura da Universidade Nacional de Rosário). Cortés Plá convidou Levi para dirigir o recém criado Instituto de Matemática. Foi lá que Levi realizou a maior parte de seu trabalho, de 1939 até falecer em 1961.
Enquanto vivendo em Rosário (Argentina), Levi fez parte de um grupo de matemáticos do qual faziam parte Luis Santaló, Simón Rubinstein, Juan Olguín, Enrique Ferrari, Fernando e Enrique Gaspar, Mario Castagnino e Edmundo Rofman. Em 1940 Levi fundou o Mathematicae Notae, o primeiro periódico matemático da Argentina. Em 1956 Levi foi condecorado com o Prêmio Feltrinelli.
Morreu em 28 de agosto de 1961, em Rosário, onde foi sepultado no cemitério judaico local.